# Чемпионат мира по санному спорту 1957
3-й чемпионат мира по санному спорту прошёл с 26 по 27 января 1957 года на санно-бобслейной трассе в Давосе (Швейцария). Этот чемпионат знаменателен тем, что в первый раз мероприятие проходило под эгидой Международной федерации санного спорта (FIL), которая образовалась в начале того года. Также, это был первый случай, когда чемпионат был проведён после отмены предыдущего года[что?].

## Одиночки (мужчины)
| Золото      | Серебро       | Бронза     |
| Ханс Шаллер | Биби Торриани | Эрих Раффи |

## Одиночки (женщины)
| Золото      | Серебро       | Бронза       |
| Мария Иссер | Хельга Мюллер | Бриджит Финк |

## Двойки (мужчины)
| Золото                         | Серебро                         | Бронза                   |
| Йозеф Стриллингер, Фриц Нахман | Джорджо Пихлер, Джованни Грабер | Эрих Раффи, Эвальд Вальх |

## Общий медальный зачёт
| Место | Страна    | Золото | Серебро | Бронза | Всего |
| ----- | --------- | ------ | ------- | ------ | ----- |
| 1     | ФРГ       | 2      | 1       | 0      | 3     |
| 2     | Австрия   | 1      | 0       | 2      | 3     |
| 3     | Италия    | 0      | 1       | 1      | 2     |
| 4     | Швейцария | 0      | 1       | 0      | 1     |